# Valgbestyrelse
En valgbestyrelse er en offentlig myndighed i hver af Danmarks 92 opstillingskredse, der har det øverste ansvar for afholdelsen af kommunalvalg, regionsrådsvalg, folketingsvalg, Europa-Parlamentsvalg og folkeafstemninger. Det er valgbestyrelsen, der godkender kandidatlister, modtager anmeldelser om listeforbund og valgforbund, sørger for at der fremstilles stemmesedler og forestår stemmeoptællingen, herunder fintælling, herunder udarbejdelse af valgbogen.
Medlemmerne af landets valgbestyrelser vælges af kommunalbestyrelsen eller -bestyrelserne i opstillingskredsen, og borgmesteren i den kommune, der har lagt navn til opstillingskredsen er født formand for valgbestyrelsen. Dog kan kommuner med mellemformstyre eller magistratsstyre vælge, at det er en anden end borgmesteren, der er formand. I København er det eksempelvis kultur- og fritidsborgmesteren.
Valgbestyrelserne nedsættes på de konstituerende møder efter hvert kommunalvalg og består af mellem fem og syv medlemmer.